# Kanton L'Île-Rousse
L'Île-Rousse is een kanton van het Franse departement Haute-Corse. Het kanton maakt deel uit van het arrondissement Calvi.

## Gemeenten
Het kanton L'Île-Rousse omvatte tot 2014 de volgende gemeenten:
- Corbara
- L'Île-Rousse (hoofdplaats)
- Monticello
- Pigna
- Sant'Antonino
- Santa-Reparata-di-Balagna

Bij de herindeling van de kantons door het decreet van 26 februari 2014, met uitwerking op 22 maart 2015, werd het kanton gewijzigd en omvat sindsdien volgende 21 gemeenten:
- Belgodère
- Corbara
- Costa
- Feliceto
- L'Île-Rousse (hoofdplaats)
- Lama
- Mausoléo
- Monticello
- Muro
- Nessa
- Novella
- Occhiatana
- Olmi-Cappella
- Palasca
- Pigna
- Pioggiola
- Santa-Reparata-di-Balagna
- Speloncato
- Urtaca
- Vallica
- Ville-di-Paraso